# Liste der höchsten Bauwerke in Stuttgart
Die Liste der höchsten Bauwerke in Stuttgart enthält alle Bauwerke (etwa Kirchengebäude, Kamine oder Funktürme), die in Stuttgart stehen oder standen und eine Höhe von 50 Metern erreichen. Hochhäuser finden sich in der Liste der Hochhäuser in Stuttgart.
| Name Stadtbezirk                                         | Höhe in m | Baujahr | Konstruktionstyp          | Koordinaten                 | Bemerkungen | Foto                                  |
| -------------------------------------------------------- | --------- | ------- | ------------------------- | --------------------------- | --- | ------------------------------------- |
| Stuttgarter Fernsehturm, Jahnstr. 120                    | 217       | 1954    | Betonturm                 | 48° 45′ 21″ N, 9° 11′ 25″ O | War vom 28. März 2013 bis zum 29. Januar 2016 aus Brandschutzgründen für Besucher geschlossen. Seit dem 30. Januar 2016 für die Öffentlichkeit wieder zugänglich. | Fernsehturm                           |
| Stuttgarter Fernmeldeturm, Frauenkopf 5/1                | 192       | 1972    | Betonturm                 | 48° 45′ 49″ N, 9° 12′ 21″ O | | Fernmeldeturm                         |
| Kamin Kraftwerk Stuttgart-Münster, Voltastr. 57          | 182,3     | 1964    | Kamin (Beton)             | 48° 48′ 55″ N, 9° 13′ 11″ O | | Kraftwerk                             |
| Kamin Heizkraftwerk Stuttgart-Gaisburg, Langwiesenweg 25 | 159,3     | ?       | Kamin (Beton)             | 48° 46′ 56″ N, 9° 13′ 52″ O | Seit 2019 stillgelegt und durch kleineres Kraftwerk ersetzt, Abbruch geplant                                                                                      | Gaisburg                              |
| Kamin Heizkraftwerk Stuttgart-Gaisburg, Langwiesenweg 27 | 121,1     | 1979    | Kamin (Beton)             | 48° 46′ 58″ N, 9° 13′ 52″ O | Seit 2019 stillgelegt und durch kleineres Kraftwerk ersetzt, Abbruch geplant                                                                                      | Gaisburg                              |
| Gaskessel Stuttgart-Gaisburg, Gaswerk 2                  | 103       | 1949    | Gasometer                 | 48° 47′ 18″ N, 9° 13′ 11″ O | Ursprünglicher Kessel 1929 errichtet, 1944 im Krieg zerstört. Wiederaufbau 1949. Ende August 2021 stillgelegt. Nachnutzung offen.                                 | Gaskessel                             |
| Windmessmast Feuerbach                                   | 100       | 2013    | Seilverankerter Turm      | 48° 47′ 49″ N, 9° 7′ 22″ O  | | Windmessmast Feuerbach                |
| Vodafone-Funkturm Stuttgart-Vaihingen                    | 99        | 1998    | Betonturm                 | 48° 43′ 41″ N, 9° 4′ 46″ O  | | Vodafone-Funkturm Stuttgart-Vaihingen |
| Stuttgarter Funkturm, Ebene 11                           | 93        | 1966    | Betonturm                 | 48° 46′ 24″ N, 9° 13′ 18″ O | | Funkturm Stuttgart                    |
| Richtfunkturm Umspannwerk Möhringen                      | 93        | ?       | Stahlfachwerkturm         | 48° 43′ 35″ N, 9° 8′ 0″ O   | | Richtfunkturm Umspannwerk Möhringen   |
| Skyline Living                                           | 75        | 2017    | Hochhaus                  | 48° 48′ 34″ N, 9° 10′ 48″ O | | Skyline Living                        |
| Petruskirche                                             | 67        | 1902    | Kirche                    | 48° 46′ 37″ N, 9° 12′ 19″ O | in Gablenberg, Stuttgart-Ost | Petruskirche                          |
| Matthäuskirche, Möhringer Str. 52                        | 65,5      | 1881    | Kirche                    | 48° 45′ 43″ N, 9° 9′ 37″ O  | | Matthäuskirche in Stuttgart-Süd       |
| Am Westkai 25                                            | 64,9      | 1958    | Silo                      |                             | | Silo Am Westkai 25                    |
| Windenergieanlage Grüner Heiner                          | 64        | 1999    | Windkraftanlage           | 48° 49′ 51″ N, 9° 5′ 51″ O  | | Häcksel Heiner                        |
| Martinskirche Stuttgart-Möhringen                        | 63        | 1855    | Kirche                    | 48° 43′ 33″ N, 9° 8′ 40″ O  | | Martinskirche Stuttgart-Möhringen     |
| Stiftskirche Stuttgart-Mitte, Stiftsstr. 12              | 62,64     | 1531    | Kirche                    | 48° 46′ 36″ N, 9° 10′ 40″ O | | Stiftskirche Stuttgart                |
| Lukaskirche Stuttgart                                    | 61        | 1899    | Kirche                    | 48° 47′ 14″ N, 9° 12′ 16″ O | | Lukaskirche Stuttgart                 |
| Sankt Marienkirche Stuttgart                             | 61        | 1879    | Kirche                    | 48° 46′ 13″ N, 9° 10′ 20″ O | | Sankt Marienkirche Stuttgart          |
| Kamin Hallenbad Stuttgart-Heslach                        | 60        | 1929    | Kamin                     | 48° 45′ 52″ N, 9° 9′ 38″ O  | | Kamin Hallenbad Stuttgart-Heslach     |
| Lutherkirche, Waiblinger Str. 50                         | 59,4      | 1901    | Kirche                    | 48° 48′ 16″ N, 9° 13′ 26″ O | Eine der 3 Kirchen auf dem Uff-Kirchhof in Bad Cannstatt. | Lutherkirche Stuttgart                |
| Am Mittelkai 8                                           | 59,2      | 1959    | Silo                      | 48° 46′ 8″ N, 9° 15′ 18″ O  | | Silo Am Mittelkai 8                   |
| Friedenskirche, Friedensplatz 1                          | 59        | 1890    | Kirche                    | 48° 47′ 10″ N, 9° 11′ 33″ O | Auf dem Friedensplatz im Stuttgarter Osten. | Friedenskirche Stuttgart              |
| Rathausturm, Marktplatz 1                                | 58,49     |         | Glockenturm               | 48° 46′ 30″ N, 9° 10′ 41″ O | | Rathaus Stuttgart                     |
| Am Westkai 19                                            | 57,6      | 1958    | Silo                      | 48° 46′ 2″ N, 9° 15′ 14″ O  | | Silo Am Westkai 19                    |
| Bahnhofsturm, Arnulf-Klett-Platz 2                       | 55,66     | 1918    |                           | 48° 47′ 0″ N, 9° 10′ 58″ O  | Höhe mit Stern liegt bei 67,3 m | Stuttgart Hauptbahnhof                |
| Leonhardskirche                                          | 55,5      | 1466    | Kirche                    | 48° 46′ 24″ N, 9° 10′ 51″ O | | Leonhardskirche                       |
| Kamin Coperion-Areal, Wernerstr. 87                      | 54,8      |         | Kamin                     | 48° 49′ 16″ N, 9° 10′ 4″ O  | Auf dem Gelände war einst die Firma Werner & Pfleiderer beheimatet. Der Kamin selbst steht an der Theodorstr.                                                     | Kamin Coperion-Areal                  |
| Stadtkirche Bad Cannstatt                                | 52,2      | 1534    | Kirche                    | 48° 48′ 20″ N, 9° 12′ 51″ O | Stadtkirche auf dem Marktplatz in Bad Cannstatt. | Stadtkirche Bad Cannstatt             |
| Liebfrauen-Kirche, Wildunger Str. 57                     | 51,8      | 1909    | Kirche                    | 48° 48′ 13″ N, 9° 13′ 35″ O | Eine der 3 Kirchen auf dem Uff-Kirchhof in Bad Cannstatt. | Liebfrauenkirche Stuttgart            |
| Elisabethen-Kirche, Elisabethenstr. 21                   | 50,2      | 1901    | Kirche                    | 48° 46′ 25″ N, 9° 9′ 19″ O  | Auf dem Bismarckplatz im Stuttgarter Westen. | Elisabethenkirche Stuttgart           |
| Hospitalkirche, Hospitalstr. 20                          | 50,1      | 1481    | Kirche                    | 48° 46′ 39″ N, 9° 10′ 22″ O | Im Hospitalviertel im Zentrum der Stadt. | Hospitalkirche Stuttgart              |
| IBM-Mobilfunkturm, Pascalstr. 92                         | 50        | 1991    | Sendeturm aus Fertigbeton | 48° 43′ 28″ N, 9° 4′ 26″ O  | Nach Abzug von IBM wird das Areal in naher Zukunft neu entwickelt.                                                                                                | IBM-Mobilfunkturm                     |

## Ehemalige hohe Bauwerke in Stuttgart
| Name Stadtbezirk                                   | Höhe in m | Baujahr | Konstruktionstyp  | Bemerkungen | Foto               |
| -------------------------------------------------- | --------- | ------- | ----------------- | --- | ------------------ |
| Sender Stuttgart-Degerloch                         | 100       | 1926    | Stahlfachwerkturm | 2 Türme, demontiert |                    |
| Stuttgarter Fernmeldeturm (alt)                    | 97        | 1954    | Betonturm         | in den 1970er Jahren abgerissen                                                                                        |                    |
| Richtfunkturm Patch Barracks                       | 96        | ?       | Stahlfachwerkturm | im Frühjahr 2009 abgerissen                                                                                            |                    |
| Sammelschornstein Heizkraftwerk Stuttgart-Gaisburg | 80        | ?       | Kamin (Beton)     | 1979 abgerissen |                    |
| Kamin Schoch-Areal                                 | 70        | ?       | Kamin (gemauert)  | Abbruch ab 2015 im Sanierungsverfahren Feuerbach-7 / Wiener Platz. Firmengründung war 1925. 48° 48′ 45″ N, 9° 10′ 4″ O | Kamin Schoch-Areal |

## Weitere hohe Bauwerke in Stuttgart
Hohe Gebäude mit unbekannter Höhe:
- Funkmast bei den Patch-Barracks
- Kamin von AkzoNobel in Feuerbach
- Ein weiterer Kamin in Feuerbach
- Masten der Freileitung vom UW Seewiesen zum Schaltwerk Kornwestheim